# Lorenz Krapp
 Lorenz Alexander Krapp (* 18. Dezember 1882 in Bamberg; † 21. Mai 1947 in München; Pseudonym: Arno von Walden) war ein deutscher Jurist, Dichter und Politiker.

## Leben
Der Sohn des Kunstgärtners Andreas Krapp und dessen Ehefrau Kunigunda (gen. Kunny), geb. Winkler, wuchs auf am Oberen Kaulberg in Bamberg und besuchte von 1892 bis 1901 das dortige  Neue Gymnasium. Er studierte ab 1901 in Tübingen und setzte das Studium der Rechtswissenschaften – dann mit einem Stipendium der Stiftung Maximilianeum –  von 1902 bis 1905 an der Universität München fort. Hier wurde er Mitglied der Freien schlagenden Verbindung Babenbergia (seit 1933 Münchener Burschenschaft Babenbergia). Am 28. Juli 1905 machte er dort das juristische Staatsexamen und absolvierte im Dezember 1909 die zweite juristische Staatsprüfung in Bayreuth. An der Würzburger Universität promovierte er und erwarb 1909 den Titel Dr. jur. et pol.
Seine Hochbegabung zeigte sich während der Schul- und Studienzeit sowie durch das Eliten-Stipendiat des Maximilianeums in München. Er sprach Englisch, Französisch, Italienisch und Spanisch und konnte sich außerdem in Russisch und Türkisch verständigen. Das war Grundlage seiner späteren Verwendung im Auswärtigen Dienst. In der Zeit seiner „inneren Emigration“ zwischen 1933 und 1945 versuchte er sich unter anderem an der Erstellung einer russischen Grammatik.
Im Ersten Weltkrieg trat Krapp am 5. Januar 1915 beim 8. Königlich Bayerischen Reserve-Infanterie-Regiment ein. Vom 8. Juli 1915 bis 8. August 1918 war er im Felde im Westen und in Russland. Er wurde dort schwer verwundet und lag von da an bis 20. Oktober 1918 im Lazarett in Brügge und in Lübeck. Am 28. November 1918 wurde er aus dem Lazarett entlassen.
Krapp verstarb 1947 im Alter von 64 Jahren in München. Die Trauerfeierlichkeiten fanden am darauf folgenden Pfingstsamstag in Anwesenheit u. a. des bayerischen Ministerpräsidenten Hans Ehard und des bayerischen Justizministers Wilhelm Hoegner in Bamberg statt. Krapp soll gemäß seinem Wunsch zuerst in Bug bei Bamberg beerdigt worden sein. Heute befindet sich seine Grabstätte auf dem Hauptfriedhof in Bamberg.

## Juristische Laufbahn
Seine ersten beruflichen Schritte begann er ab 1. Dezember 1910 als Amtsanwalt in Pirmasens. Ab dem 1. März 1911 war er III. Staatsanwalt in Kaiserslautern, ab 1. Juni 1918 Amtsrichter in München und in Arnstein und ab 1. Januar 1920 II. Staatsanwalt in Bamberg und Coburg. Anschließend führte seine berufliche Laufbahn in den Auswärtigen Dienst zum deutsch-italienischen Schiedsgericht in Rom und zum Deutschen Konsular-Obergericht in Kairo. Er wurde abgestellt zum Auswärtigen Amt in Berlin und war dort seit 1923 Geheimer Justizrat und Leiter der Abteilung Italien der Vertretung des Reichs am Deutsch-italienischen Schiedsgerichtshof. Von 1924 bis 1930 war er in Rom in letzterer Eigenschaft, dazu Vertreter des Reichsfinanzministeriums (Reichsausgleichsamt) in Rom und von 1926 bis 1930 Ersatzrichter am Konsularobergericht in Kairo (Ägypten). In Rom wirkte er unter dem Außenminister Gustav Stresemann und schloss für das Deutsche Reich Staatsverträge mit Mussolini, die nach der Annektierung Südtirols durch die Italiener erforderlich waren – beispielsweise über die Besitzrechte der Burg Karneid bei Bozen. Er war ab 1. Juli 1930 als Oberstaatsanwalt in Bamberg tätig und vom 1. Mai 1931 bis 31. Juli 1933 Präsident des Landgerichts in Bamberg.
Nach der Eroberung Bambergs im Zweiten Weltkrieg durch amerikanische Soldaten wurde Krapp am 15. April 1945 von der amerikanischen Militärregierung das Amt des Oberbürgermeisters von Bamberg angetragen, welches er jedoch ablehnte. Er wurde stattdessen auf eigenen Wunsch hin ab Anfang Mai 1945 Berater der Militärregierung für den Wiederaufbau der Gerichte des Oberlandesgerichts Bamberg. Am 12. Dezember 1945 wurde er zum Präsidenten des inzwischen (samt den meisten seiner Untergerichte) maßgeblich durch ihn wieder aufgebauten Oberlandesgerichts Bamberg eingesetzt.
Kurz vor seinem Tode wurde er zum Präsidenten des Bayerischen Verfassungsgerichtshofs berufen, konnte jedoch diesem Ruf nicht mehr folgen.

## Politische Laufbahn
Krapp war ab 1918 Mitglied der Bayerischen Volkspartei (BVP) und zwar bis zu deren Zwangsauflösung 1933. Vor dem Ende der Weimarer Republik ist Krapp Vorsitzender des „überparteilichen Hindenburgausschusses von Bamberg und Umgebung“, der sich für die Wahl des „Herrn Reichspräsidenten von Hindenburg“ einsetzte.
Geheimrat Dr. Krapp gehörte nach dem Krieg zu den Protagonisten, die erfolglos die „Bayerische Volkspartei“ (BVP) wiederherzustellen versuchten. Er saß danach für die CSU als Mitglied und als Vorsitzender in der Verfassungsgebenden Landesversammlung (Bayerische Verfassung), wird neben Alois Hundhammer als eigentlicher Autor der Präambel der Bayerischen Verfassung genannt und war Mitbegründer der CSU in Bamberg.

## Literarische Laufbahn
Unter dem Pseudonym „Arno von Walden“ veröffentlichte er bereits ab dem Alter von 19 Jahren Prosa (u. a. „Kreuzblüten“ (1901), „Christus“ (1903) und „Opferfeuer“ (1904)) sowie Erzählungen (u. a. „Kreuz oder Halbmond“ (1906)) und Essays. Er schrieb Rezensionen in unterschiedlichen Genres – über Richard Wagners Oper Parzival bis hin über Werke von Karl May. Er gehörte schon als junger Mann dem von Richard Kralik gegründeten katholischen „Gralbund“ an und es wurden von ihm Werke und Rezensionen in der monatlich erscheinenden katholischen Literaturzeitschrift „Der Gral“ veröffentlicht. Er wurde Mitherausgeber und Redakteur.
1911 schrieb er das Bundeslied und die „Concordentreue“ des Rad- und Motorfahrer-Verbandes Concordia. Selbst in der in München herausgegebenen, eher gegen den Konservatismus gerichteten satirischen Wochenzeitschrift „Simplicissimus“ aus dem Jahr 1915 (also zur Zeit des Ersten Weltkrieges) findet sich von Krapp der Abdruck seines Gedichts „In Flandern“.

## Unterstützer von Karl May
Krapp war mit dem 40 Jahre älteren Karl May und dessen zweiter Frau Klara bekannt. Angeblich war May der Firmpate von Lorenz Krapp. Am 9. Dezember 1908 und vom 4.–5. April 1909 war Krapp nachweislich Gast in der 'Villa Shatterhand' der Mays in Radebeul. Ein Foto zeigt Krapp in Mays Jagdrock. Klara May schreibt in einem Brief:

„Über Herrn Dr. Krapp haben auch wir uns sehr gefreut. Dieser liebe, liebe edle Mensch. Ich erbitte Gottes reichsten Segen für ihn. Er wird sicher ein großer Mann werden. Möchte ihm der aufreibende Kampf erspart bleiben, der sich leider an solche Leute hängt.“

Die Bekanntschaft mit Klara May bestand über den Tod von Karl May im März 1912 hinaus. Krapp soll auch „Mitarbeiter des Karl-May-Verlages“ gewesen sein. Er war kurzzeitig als Herausgeber der Werke Karl Mays im Gespräch.
Die Augsburger Postzeitung veröffentlichte von Krapp 1906 eine „apologetische Aufsatzreihe“ mit dem Titel „Das Problem Karl May“. Krapp widmete 1909 Karl May das Gedicht „Am Grabe Winnetous“, 1933 schrieb er den Aufsatz „Das sittliche Ideal bei Karl May“. In dem „Nostalgiejahrbuch“ „Karl May Jahrbuch 1934“ finden sich die bis dahin unveröffentlichten folgenden Beiträge von Lorenz Krapp: „An Karl May. Zum Pfingstmorgen 1909“ und „Der Ruf in die Weite. Zur geschichtlichen Stellung des Lebenswerks Karl Mays“.

## Antinationalsozialistische und christliche Gesinnung
Als Geheimrat Krapp nach der Machtübernahme 1933 als überzeugter Gegner des Nationalsozialismus in ein anderes Amt und an einen anderen Ort versetzt werden sollte, sah er sich dazu gedrängt, aus „gesundheitlichen Gründen“ aus dem Justizdienst auszuscheiden. Er wurde „zwangspensioniert“:

„Im Frühjahr 1933 wurde er aus dem Justizgebäude heraus in Pension geschickt, wo er sich als grollender Beobachter und unversöhnlicher, aber ohnmächtiger Gegner des NS-Regimes in der ‚inneren Emigration‘ abgekapselt hat.“

Er gehörte der Bayernwacht und dem geheimen Bamberger Wölfel-Kreis an (bzw. der geheimen Robinsohn-Strassmann-Gruppe, deren Angehörige sich „als moralische Gegenkräfte zum NS-Regime verstanden und sich für einen ‚anständigen deutschen Staat‘ nach dem Ende des NS-Regimes vorbereiteten.“) Der in Berlin wirkende Ernst Strassmann und der von der Nazi-Gerichtsbarkeit wegen angeblicher Wehrkraftzersetzung zum Tode verurteilte Bamberger Johann Wilhelm Wölfel waren wie Krapp ebenfalls Juristen. Krapp gehörte der katholischen, christlichen, stark wert-konservativ orientierten Bewegung an. Er war weder Anhänger des Naziregimes noch Mitläufer – ja er war ein überzeugter Gegner –, dürfte andererseits aber auch nicht als aktiver Widerstandskämpfer einzuordnen sein.
Obwohl überzeugter Gegner des Nationalsozialismus stand er kritisch zu den Entnazifizierungsverfahren. Typisch für die Nachkriegszeit im westlichen Deutschland war eine anti-kommunistische Einstellung:

„Starken Einfluss auf diesen Umgang mit der NS-Justiz hatte der militante Antikommunismus der Nachkriegsjahre und des Kalten Krieges. […] Von Anfang an wurde im Zeichen des Kampfes gegen den als unmittelbare Bedrohung empfundenen Kommunismus Nachsicht im Umgang mit der Vergangenheit verlangt. Vielfach auch von denen, die selbst in Gegnerschaft zum Nationalsozialismus gestanden hatten. Der von den Amerikanern mit dem Wiederaufbau der Justiz im OLG-Bezirk Bamberg – und damit auch im schwer zerstörten Würzburg – beauftragte Geheimrat Dr. Krapp kritisierte 1945 die Entnazifizierungsverfahren und die Personalpolitik der Amerikaner mit den Worten: ‚sollen die‘ – gemeint sind die vielen Justizangehörige mit NS-Parteibuch, um deren Entlassung es ging – ‚sollen die alle mit Kind und Kindeskind verhungern oder Bolschewisten werden?“

Für Krapp waren wohl – neben einer vermuteten Nachsicht im Umgang mit der Vergangenheit aus antikommunistischen Gründen – rein pragmatische Gründe ausschlaggebend für seine Haltung: wie sollte er die Aufgabe erfüllen, in seinem Verantwortungsbereich ein funktionierendes Justizsystem wieder aufzubauen, wenn die Justizangehörigen auf Grund ihrer vorherigen NSDAP-Zugehörigkeit nun entlassen wurden? Und, ausgebildeten Juristen, die – wie er – sich dem NS-Regime erfolgreich distanzierten und dies überlebten, gab es wenige. So konnten nach 1945 ehemalige „PGs“ (Parteigenosse: Mitglied der NSDAP) auch in seinem Verantwortungsbereich wieder im Justizwesen ihre Tätigkeit ausüben.
Auf der Generalversammlung der Katholiken Deutschlands in Nürnberg am 26.–30. August 1931 sprach Krapp vor tausenden von Zuhörern zum Thema: Kirche und deutsches Volkstum.